# Acônito

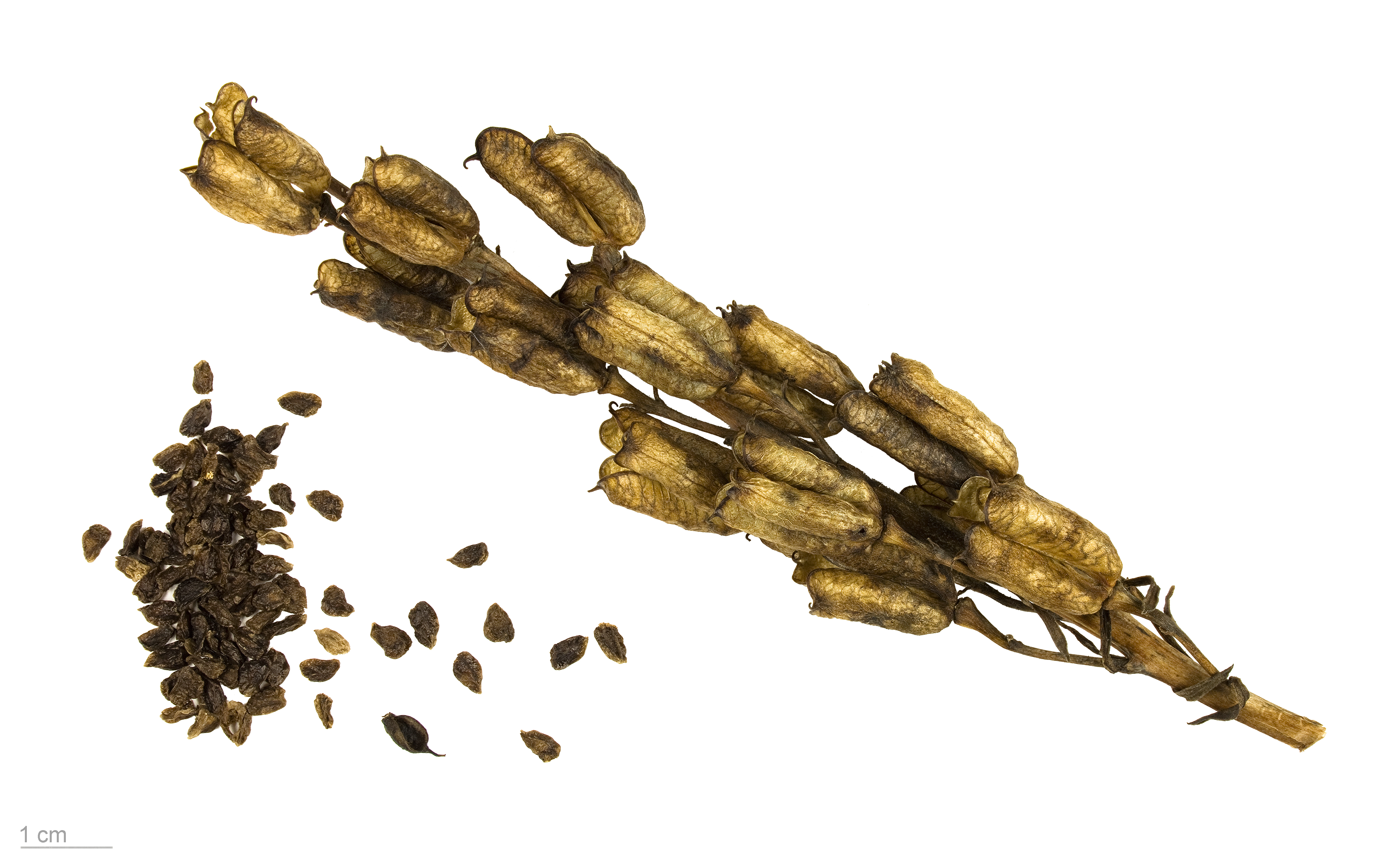
Aconitum napellus - MNHT

O acônito (português brasileiro) ou acónito (português europeu) (Aconitum napellus) é uma planta venenosa, pertencente à família RanunculaceaeRanunculaceae muito utilizada em fármacos homeopáticos.
Possui raízes tuberosas e caule ereto, com flores azuis na forma de um elmo. O fruto é uma vesícula.
A planta é de importância terapêutica e toxicológica, podendo apresentar risco para saúde em caso de ingestão ou contato com a pele.
É uma planta vivaz que pode atingir até 1,5 metros de altura, tem folhas verde-escuras, palmeadas e recortadas, flores azuis, raramente brancas, e raiz fusiforme. Dá-se bem nas regiões montanhosas, é medicinal e costuma cultivar-se também em jardins, como planta ornamental.
Todas as suas variedades são venenosas quando a semente já está madura. O Aconitum napellus, comum em terrenos úmidos, cultiva-se muito em jardins. Todas as partes da planta são muito venenosas em virtude de possuírem alcalóides distintos.
Outras espécies de acônito existentes em Espanha e Portugal são a erva toira (A. anthora), ou acônito da saúde, e o matalobos (A. lycoctonum), de flor amarela.
Também pode ser receitado pelo seu Médico para o tratamento da ansiedade, mas só com o conhecimento do Médico.
Introduzido na terapia, o acônito era utilizado como sedativo, diurético e analgésico.

## Principais variedades de Acônito e espécies semelhantes
- Aconitum anthora L.
- Aconitum ferox Wall. ex Ser.
- Aconitum lycoctonum L.
  - subsp. neapolitanum (Ten.) Nyman
  - subsp. vulparia (Rchb. ex Spreng.) Nyman
- Aconitum napellus L.
  - subsp. corsicum (Gáyer) Seitz
  - subsp. lusitanicum Rouy
  - subsp. napellus
  - subsp. vulgare Rouy & Foucaud
- Aconitum variegatum L.
  - subsp. paniculatum (Arcang.) Negodi
  - subsp. pyrenaicum Vivant & Delay
  - subsp. variegatum

## Propriedades medicinais
Ver: Planta medicinal
O acônito serve para ajudar no tratamento do medo, fobia, asma, bronquite, congestão pulmonar, pneumonia, febre com delírios, feridas na pele, gota, gripe, laringite, reumatismo e úlceras.